# Giuseppe Civran
Giuseppe Civran (Venezia, forse 1629 – Vicenza, 17 maggio 1679) è stato un vescovo cattolico italiano.

## Biografia

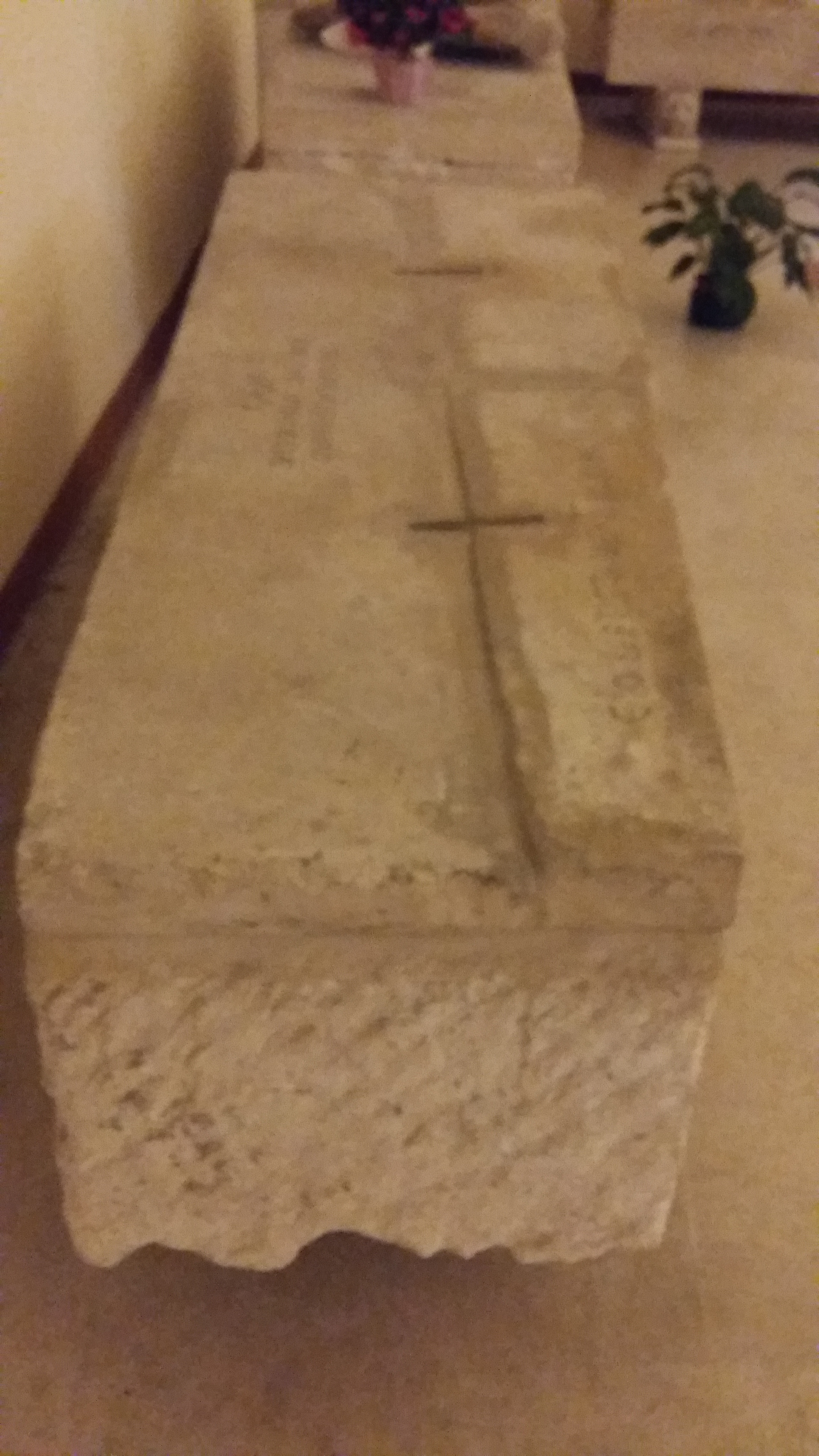
Tomba di monsignor Giuseppe Civran nella cripta della cattedrale di Santa Maria Annunciata a Vicenza.

Nacque a Venezia dalla famiglia patrizia dei Civran.
Fu nominato vescovo di Vicenza il 21 giugno 1660.
Nel 1675 commissionò per l'altare maggiore della Cattedrale di Vicenza un grande apparato decorativo, detto "Paramento Civran", consistente in una fascia architettonica sormontata da angeli in stucco e marmorino, opera di Bernardino Belladonna, che incorniciava dodici grandi tele a olio di sette artisti della seconda metà del Seicento Veneto. Il tema dominante è la storia del trionfo della Croce di Cristo, in onore del frammento del santo legno custodito in un reliquiario al centro dell'altare. L'opera fu terminata nel 1682.
Morì a Vicenza il 17 maggio 1679. La sua pietra tombale fu realizzata dal maestro intagliatore dell'epoca Domenico Corbarelli nel 1681.